# El Chapo (пісня)
«El Chapo» — пісня американського репера The Game з його восьмого студійного альбому The Documentary 2.5, видана 9 жовтня 2015 року після передчасного потрапляння до мережі у вересні. Назва покликається на мексиканського наркобарона Ель Чапо.

## Чартові позиції
| Чарт (2015)                           | Найвища позиція |
| ------------------------------------- | --------------- |
| Німеччина (Deutsche Urban Charts)     | 7               |
| US Bubbling Under R&B/Hip-Hop Singles | 7               |